# DNAJA1
DNAJA1‏ (DnaJ heat shock protein family (Hsp40) member A1) هوَ بروتين يُشَفر بواسطة جين DNAJA1 في الإنسان.